# Uns
Uns är ett gammalt svenskt viktmått, som beroende på vad som vägdes motsvarade runt 28 g. Det byggde ursprungligen på den gamla romerska enheten uncia = 27,3 g. I Sverige motsvarade för guld 1 uns 27,9 g och för silver 26,3 g. De här omnämnda svenska viktmåtten började officiellt avvecklas under mitten av 1800-talet till förmån för nutida måttsystem.

## Internationellt bruk av viktmåttet uns
- I Frankrike förekom i äldre tid viktenheten Once, motsvarande 8 gros, 1/8 marc, 1/16 livre = 30,594 gram.[2]
- I Spanien var Onza ett guldmynt, slaget från början av 1600-talet fram till början av 1800-talet. Myntet kallades även quadrupel och hade en guldvikt av 23,4-24,8 gram. En Onza var lika med 8 escudos eller 4 doblones.[3]
- För guld, silver och platina används i engelsktalande länder begreppet troy-uns (engelska troy ounce) där 1 uns motsvarar 31,103 476 8 g.[4] I denna skala (efter den franska staden Troyes) används också enheten troy pound som motsvaras av 12 troy uns (373,241 71 g).
- Enheten international avoirdupois (avdp) ounce (1 ounce, oz) motsvarar exakt 28,349523125 g.[5] Den används regelmässigt i främst USA och Liberia (se metersystemet) som mätetal för ett föremåls eller livsmedels vikt (massa). I Storbritannien har man huvudsakligen övergivit enheten avoirdupois ounce, men den används fortfarande i viss utsträckning av äldre personer. År 1958 kom USA och Storbritannien överens om att definiera enheten international avoirdupois pound som exakt 0,45359237 kilogram varvid ett avoirdupois ounce definieras som 1/16 avoirdupois pound.
- Med fluid ounce menas den volym, som upptas av 1 oz vatten vid temperaturen 62 °F (16,7 °C). Detta är bakgrunden till normalvolymen approximativt 29 cl på en burk läskedryck med anglosaxiskt ursprung, alltså något mindre än normalburken (flaskan) med 33 cl (ca 1/3 liter) från svenska bryggerier.